# 狭囊薹草
狭囊薹草（学名：Carex cruenta）是莎草科薹草属的植物。分布于克什米尔地区、锡金、巴基斯坦、尼泊尔以及中国大陆的四川西部、西藏等地，生长于海拔3,800米至5,600米的地区，一般生长在高山灌丛草甸、草地以及云杉林下，目前尚未由人工引种栽培。

## 别名
红鳞薹草（横断山区维管植物）